# Telipogon parvulus
Telipogon parvulus là một loài thực vật có hoa trong họ Lan. Loài này được C.Schweinf. miêu tả khoa học đầu tiên năm 1937.